# Otto Scheel

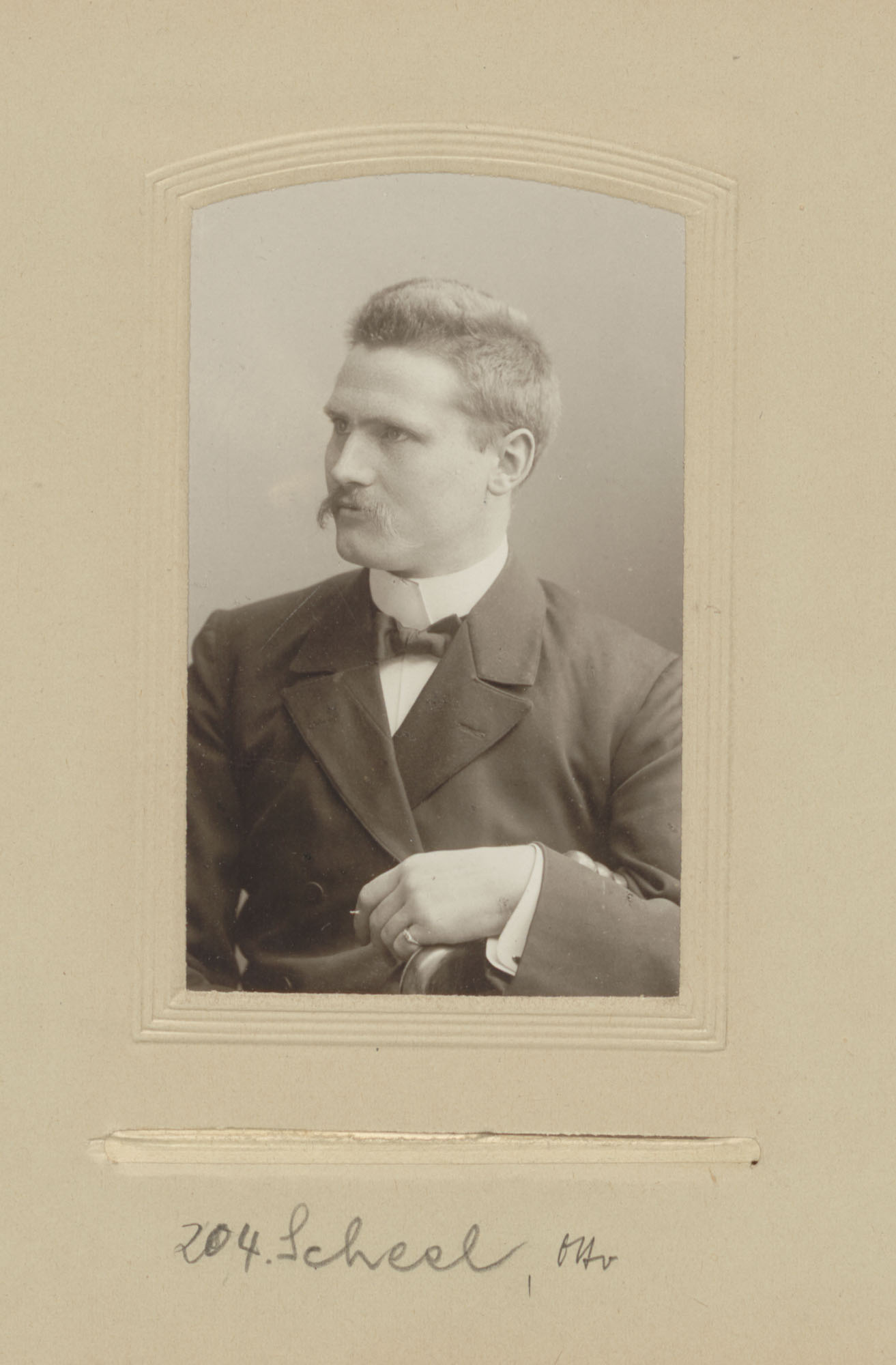
Otto Scheel (c.1909)

Otto Scheel, född den 7 mars 1876 i Tönder, Schleswig, död den 13 november 1954 i Kiel, var en tysk evangelisk teolog.
Scheel blev docent i Kiel 1900, titulärprofessor där 1905, 1906 extra ordinarie och 1919 ordinarie professor i Tübingen i kyrko- och dogmhistoria samt ordförande i kommissionen för reformationstidens utforskande. År 1924 blev Scheel, som 1921 avböjde kallelse att efterträda Harnack i Berlin, professor i Kiel. Betydande både som forskare och föreläsare bidrog han jämte Müller och Heim att göra Tübingens evangelisk-teologiska fakultet till den mest besökta i Tyskland. 
Hans författarskap rörde sig framför allt på det dogmhistoriska området (bland annat Die Anschauung Augustins über Christi Person und Werk 1901, Die dogmatische Behandlung der Tauflehre in der modernen positiven Theologie 1906 och betydande artiklar i encyklopedin "Religion in Geschichte und Gegenwart") samt inom Lutherforskningen (bland annat Luthers Stellung zur Heiligen Schrift 1902, "Ergänzungsband" I och II till Braunschweigupplagan av Luthers skrifter, den särskilt viktiga Die Entwicklung Luthers bis zum Abschluss der Vorlesungen über den Römerbrief 1910, Dokumente zu Luthers Entwicklung 1911, Die justitia passiva Dei bei Luther 1912). 
Hjalmar Holmquist skriver i Nordisk Familjebok: "Den första på modern historisk-kritisk forskning grundade Lutherbiografien är S:s Martin Luther (I, 1915; 3:e utvidgade uppl. 1921; II 1917, går till Luthers evangeliska genombrott 1512-13), som utan tvifvel kommer att förbli grundläggande både genom den historiska kritikens skärpa, orienteringen i tidens hela miljö, de djärfva nya uppslagen under omgestaltning af den traditionella bilden af Luthers ungdomshistoria, inträngandet i Luthers inre utveckling och den mördande kritiken af de moderna katolska Lutherteckningarna." 
Även åt urkristendomens historia ägnade Scheel undersökningar (bland annat Die Kirche im Urchristentum 1912), och han föreläste både om detta ämne och över Luther och Gustav II Adolf vid besök i Lund, Stockholm och Uppsala 1921. Hans intresse drogs under och efter första världskriget till att försvara tyskheten i hans födelseprovins (bland annat i Dänemark und wir 1915, Die schleswig-holsteinische Erhebung und wir 1923). Han utgav (tillsammans med Zscharnack) "Zeitschrift für Kirchengeschichte".